# أحمد القديدي
أحمد القدّيدي هو سياسي وأستاذ جامعي تونسي وسفير تونس السابق في قطر ومستشار سابق لأمير قطر المتخلي حمد بن جاسم آل ثاني ونائب رئيس حزب الاتحاد الوطني الحر.

## المسيرة
ولد أحمد القديدي في القيروان بتونس لعائلة فلاحية متوسطة ودرس في مدرسة البتح القرآنية بالقيروان ثم المعهد الثانوي المختلط بالقيروان. ثم التحق بمعهد الصحافة وعلوم الإخبار وحاز على الأستاذية من جامعة السوربون. درّس في بداية حياته المهنية في المدارس الابتدائية واشتغل في الصحافة والنشر وكتب عدة مسرحيات. ثم درّس في الجامعات في أوروبا. عُين في السنوات الأخيرة لنظام رئيس تونس السابق زين العابدين بن علي سفيرا لتونس في قطر وعين في 2011 مستشارا لأمير قطر المتخلّي حمد بن جاسم آل ثاني.

## أعماله

### مسرح
- أحلام قرطاج
- حال وأحوال
- رجل في المدينة
- التدليس
- ثورة 1964
- القربان
- عندما نرجم التماثيل
- ألف لام ميم

### شعر
- سنابل الحرية
- رحلة فضائية

## وصلات خارجية
- http://tunisitri.wordpress.com/2011/09/06/%D8%A7%D9%84%D8%AF%D9%83%D8%AA%D9%88%D8%B1-%D8%A3%D8%AD%D9%85%D8%AF-%D8%A7%D9%84%D9%82%D8%AF%D9%8A%D8%AF%D9%8A-%D9%8A%D8%AA%D8%AD%D8%AF%D8%AB-%D9%84%D8%AC%D8%B1%D9%8A%D8%AF%D8%A9-%D8%A7%D9%84%D9%8A/